# Чтиво
«Чтиво», также известный как  «Дешёвое чтиво» (англ. Pulp) — британский криминальный триллер с элементами комедии режиссёра Майка Ходжеса с Майклом Кейном в главной роли. Первоначальное название фильма — «Мемуары писателя-призрака» (англ. Memoirs of a Ghost Write).

## Сюжет
Микки Кинг — писатель, живущий в Чехии и зарабатывающий на жизнь написанием книг. Ему предлагают крупную сумму за создание автобиографии загадочной знаменитости. Заинтригованный Кинг соглашается и отправляется на отдалённый остров, где встречает своего заказчика — Престона Гилберта, бывшую кинозвезду, прославившуюся ролями гангстеров. Однако Гилберт не только играл преступников на экране, но и общался с ними в реальной жизни. Теперь, умирая от рака, Гилберт хочет, чтобы Кинг написал его краткую автобиографию до того, как он умрёт. Но на вечеринке Гилберта убивают, и Кинг остаётся без возможности завершить работу. Чтобы раскрыть нераскрытые тайны своего заказчика, писатель вынужден сам стать детективом, подобно героям своих собственных книг.

## В ролях
- Майкл Кейн — Микки Кинг
- Микки Руни — Престон Гилберт
- Лайонел Стэндер — Бен Динуччо
- Лизабет Скотт — принцесса Бетти Сиппола
- Надя Кассини — Лиз Адамс
- Деннис Прайс[англ.] — таинственный англичанин
- Аль Леттьери — Миллер
- Леопольдо Триест[англ.] — Маркович
- Америго Тот[англ.] — приверженец
- Роберт Сакки[англ.] — Страшилище
- Аве Нинчи[англ.] — толстая горничная